# 神奈川區
神奈川區（日语：／ Kanagawa ku */?）是日本神奈川縣橫濱市的18區，於1927年10月1日實施區制時成立，為該市最早設立的區之一，設立於1927年10月1日。過去是東海道的宿場町，區名來自于「神奈川宿」。與縣名同源。是日產汽車的創業地，也曾是福特汽車在亞洲第一座工廠的所在地。

## 地理
神奈川區位於橫濱市東北部，東鄰橫濱港、西接綠區鴨居町。Portside地區與橫濱站（西區）東口相鄰。原本根據美日修好通商條約的協定，要在現在神奈川本町附近的神奈川湊預定開港、但最終還是選擇當時仍是小漁村的橫濱村。神奈川區臨海區域工廠林立，與鶴見區及川崎市形成京濱工業地帶的核心。區役所位於神奈川區東部，最近的車站為JR東神奈川站、京急的京急東神奈川站與東急的反町站。

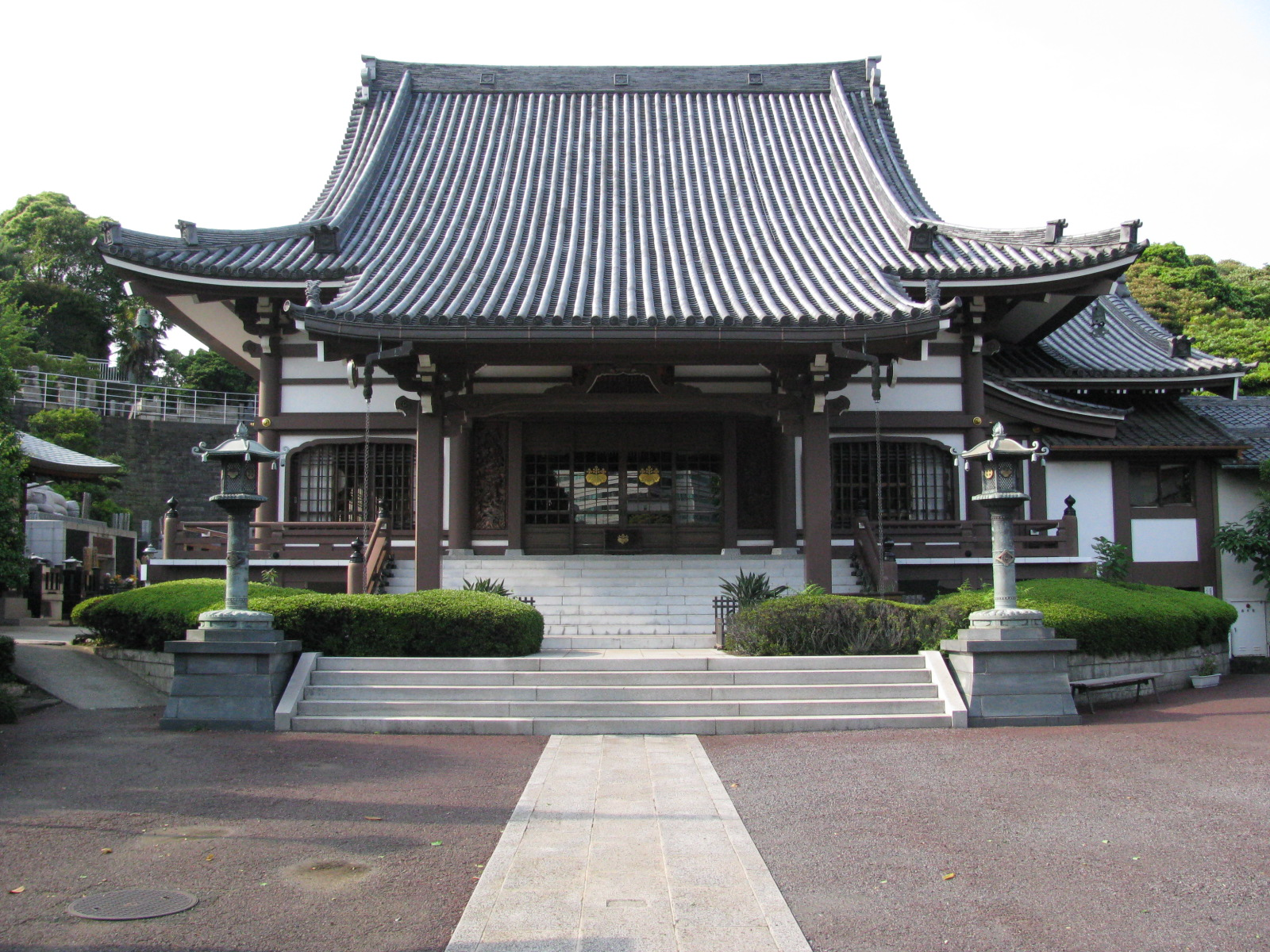
本覺寺
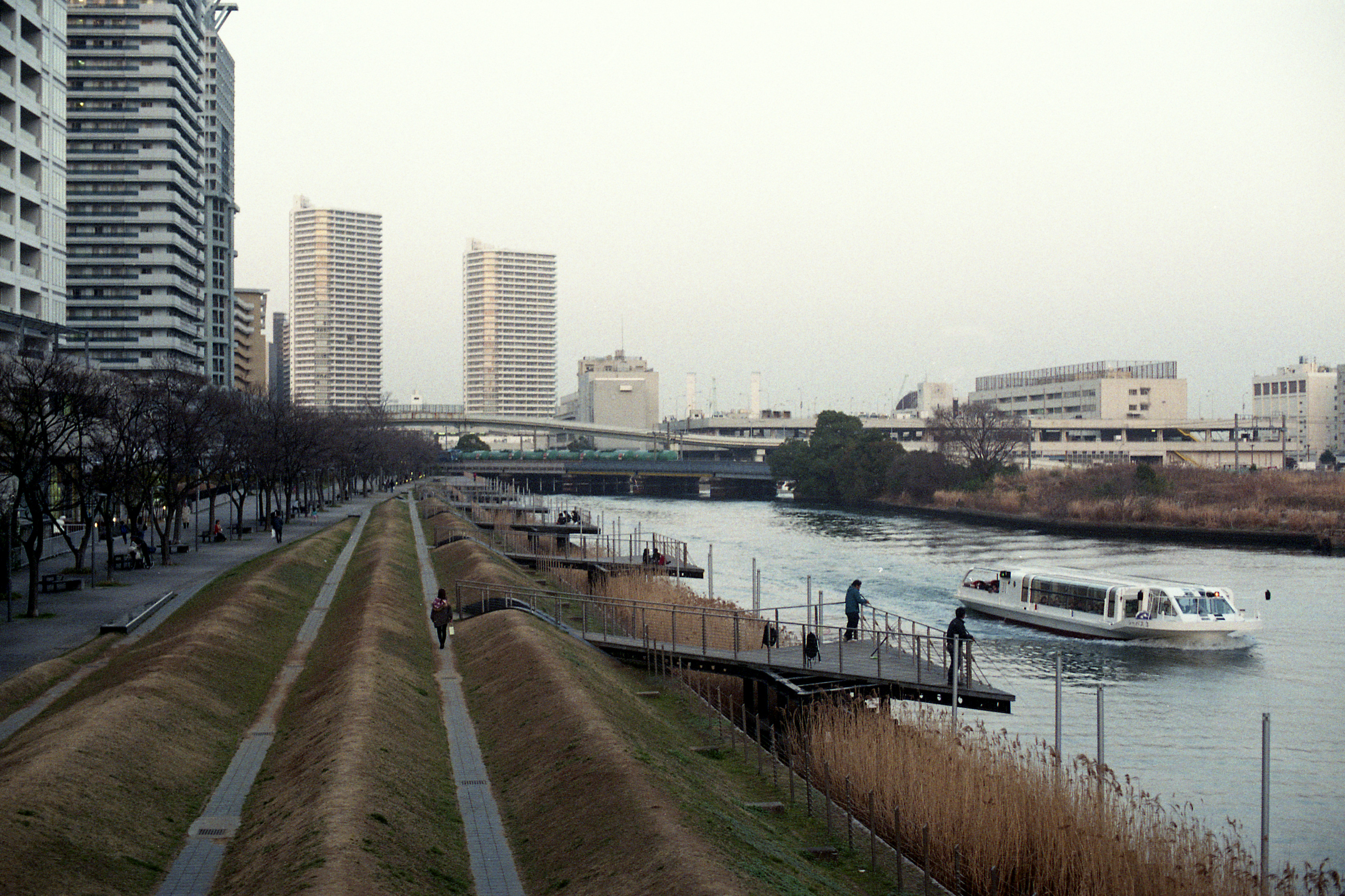
金港町
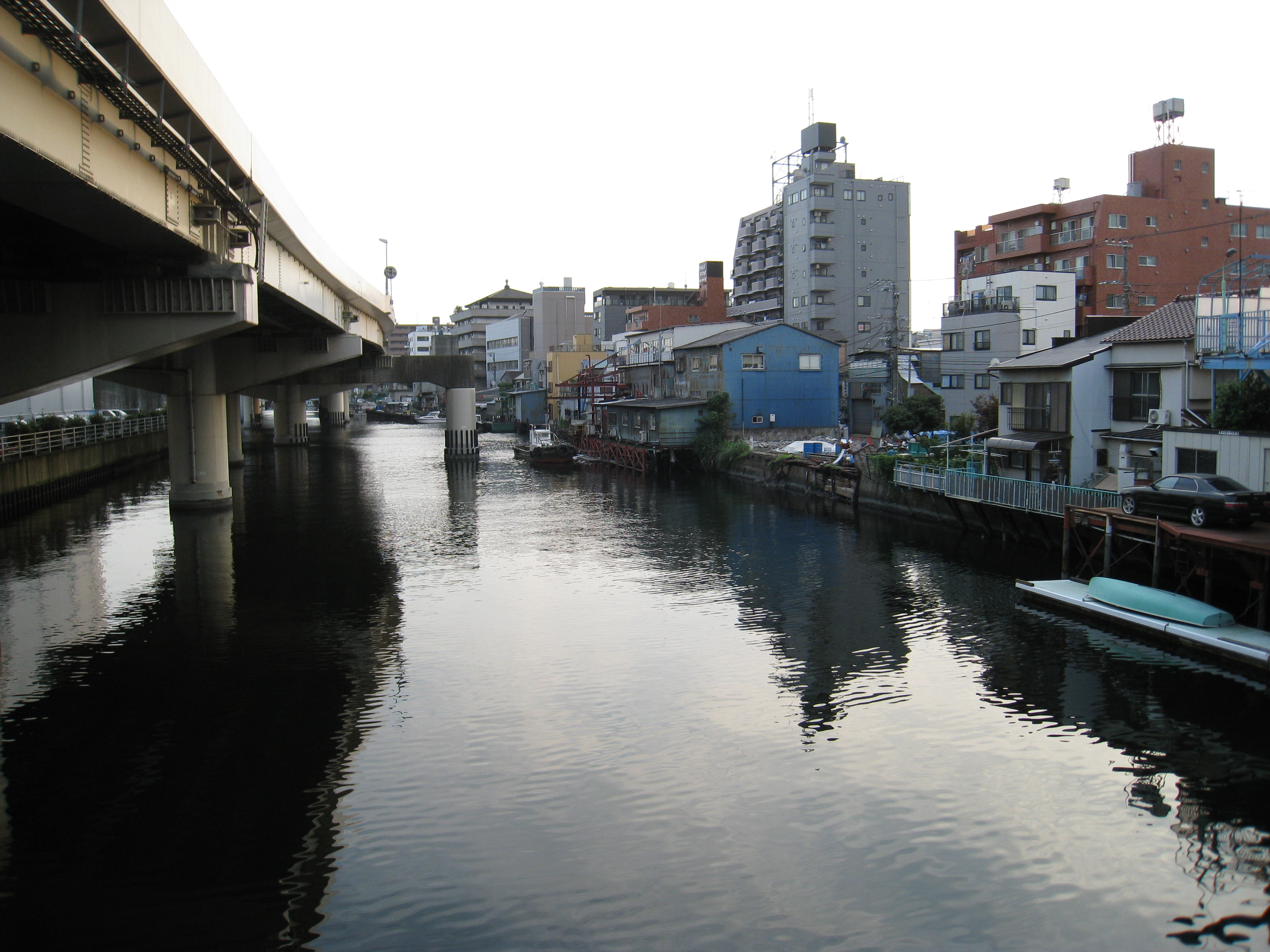
神奈川新町站附近的入江川。現在為運河。
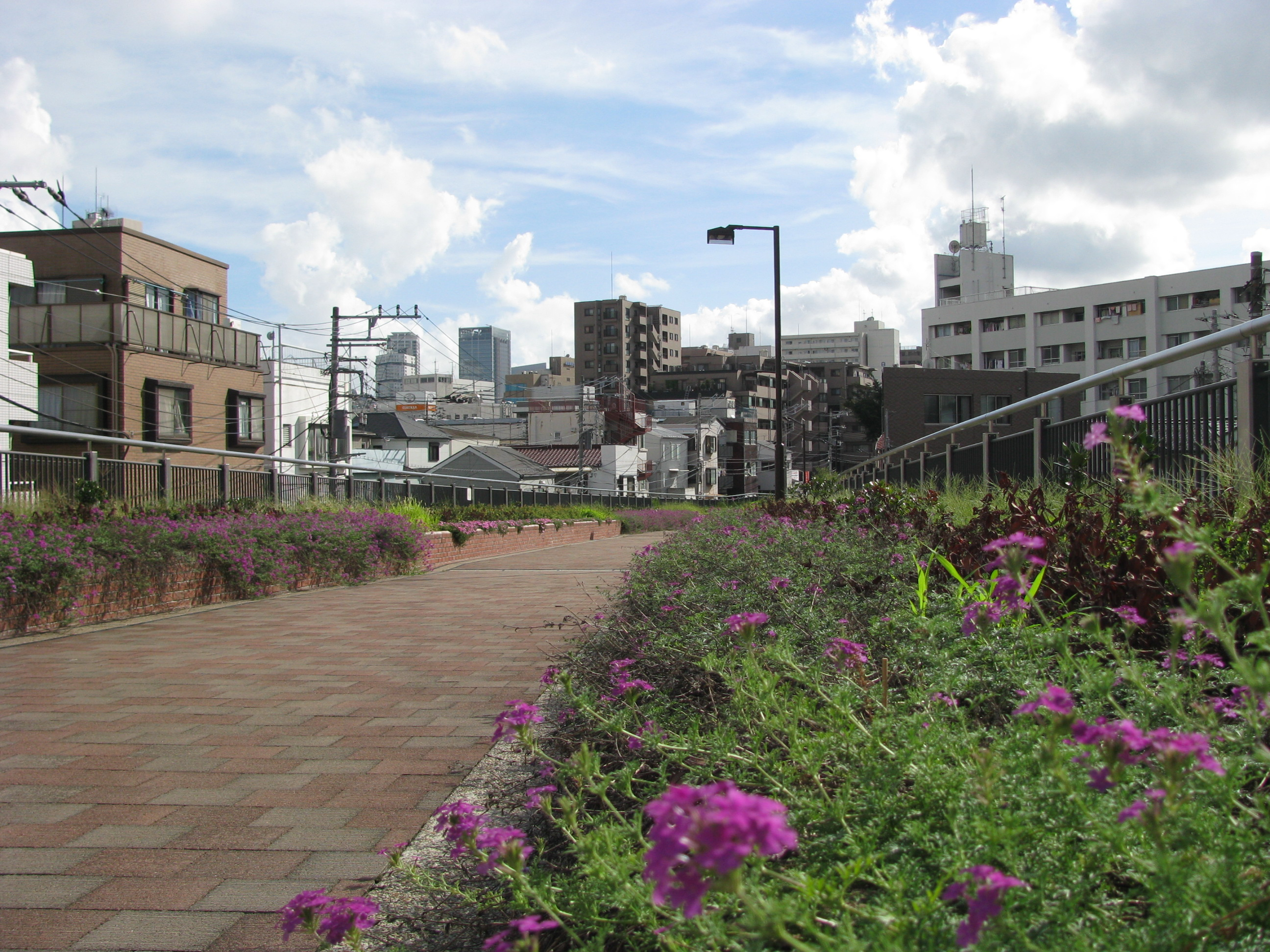
東橫花綠道

## 經濟

### 工業
臨海部有許多重化工廠。
- 日亞化学工業株式会社 橫濱研究所
- JVC建伍本社工廠・入江工廠
- 日產自動車橫濱工廠第1地區・第2地區・第5地區
- ENEOS橫濱製造所第4工廠
- NIPPN橫濱工廠
- 昭和電工橫濱事業所橫濱工廠
- 千代田化工建設千代田研究園區
- 橫濱市環境創造局神奈川水再生中心
- 馬自達橫濱R&D中心（前身為福特汽車子安工廠）

### 農業

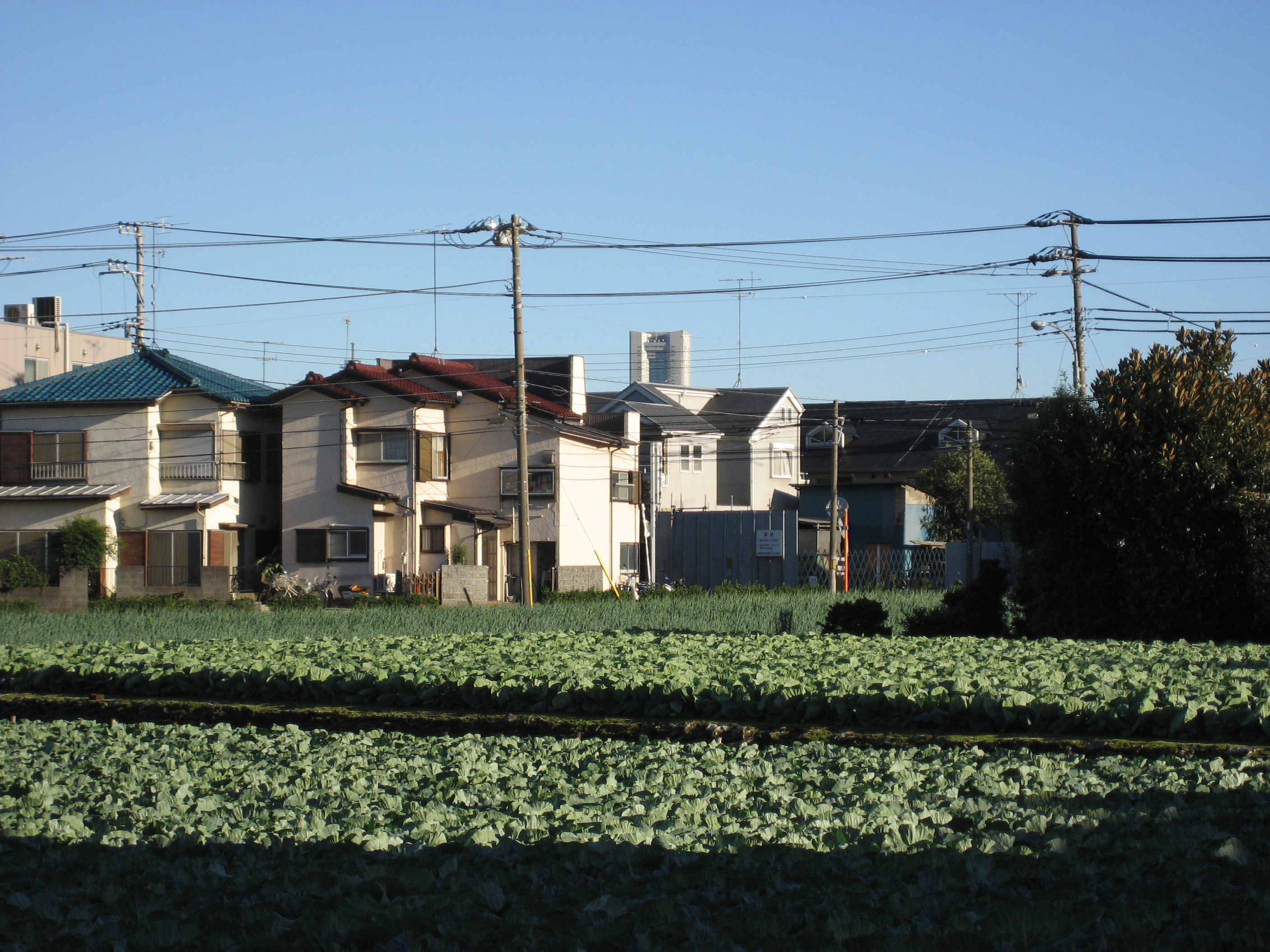
高麗菜田與橫濱地標大廈的上半部

舊城郷村地域（現：六角橋・神大寺・片倉・三枚・菅田・羽澤）位於神奈川區內陸，有廣大的農村及田地。
戰後，隨著第三京濱道路、橫濱市營地下鐵的開通，這些地區逐漸住宅化，現在已形成都市農業，以「菅田・羽澤農業專用地區」為中心、生產各種農作產品。橫濱高麗菜為市內生產量第一。
農業專用地區不僅生產農作物、保護自然環境，也是城市發生災害時的防災避難空間。

### 商業
- 橫濱市中央批發市場本場
- 橫濱Bay Quarter

#### 金融
區內有橫濱銀行、三井住友銀行、神奈川銀行、靜岡銀行、東日本銀行、北陸銀行、橫濱信用金庫、神奈川信用金庫、農協（JA銀行）。

#### 商店街
- 大口通商店街
- 六角橋商店街

### 教育

#### 大学
- 神奈川大學 橫濱校區
- 情報安全大学院大学

#### 專門学校
- 学校法人大原学園橫濱校
- 学校法人三幸学園
- 橫濱公務員&IT会計專門学校
- 情報科学專門学校橫濱西口校
- 淺野工学專門学校
- 橫濱醫療專門学校
- 橫濱調理師專門学校
- 橫濱日建工科專門学校

#### 高等学校
- 神奈川縣立橫濱翠嵐高等学校
- 神奈川縣立神奈川工業高等学校
- 神奈川縣立神奈川綜合高等学校
- 神奈川縣立城鄉高等学校
- 淺野高等学校
- 橫濱創英高等学校
- 神奈川学園高等学校
- 搜真女学校高等学部
- 飛鳥未來高等学校橫濱校區
- 第一学院高等学校橫濱校區
- 梓（あずさ）第一高等学校橫濱校區

#### 中学校
- 橫濱市立松本中学校
- 橫濱市立六角橋中学校
- 橫濱市立栗田谷中学校
- 橫濱市立浦島丘中学校
- 橫濱市立神奈川中学校
- 橫濱市立錦台中学校
- 橫濱市立菅田中学校
- 淺野中学校
- 橫濱創英中学校
- 神奈川学園中学校
- 搜真女学校中学部

#### 小学校
- 橫濱市立神大寺小学校
- 橫濱市立南神大寺小学校
- 橫濱市立三澤小学校
- 橫濱市立幸谷小学校
- 橫濱市立齋藤分小学校
- 橫濱市立神奈川小学校
- 橫濱市立浦島小学校
- 橫濱市立二谷小学校
- 橫濱市立神橋小学校
- 橫濱市立中丸小学校
- 橫濱市立青木小学校
- 橫濱市立菅田之丘小学校
- 橫濱市立白幡小学校
- 橫濱市立子安小学校
- 橫濱市立大口台小学校
- 橫濱市立西寺尾小学校
- 橫濱市立西寺尾第二小学校
- 捜真小学校
- 精華小学校

### 公共設施
- 神奈川公会堂
- 神奈川圖書館
- 神奈川運動中心
- 神奈川區民文化中心
- 神奈川區區民活動支援中心
- 橫濱市立市民醫院

## 交通

### 鐵路
東日本旅客鐵道
- 橫濱線：東神奈川站 - 大口站
- 京濱東北線：東神奈川站 - 新子安站
- 相鐵·JR直通線：羽澤橫濱國大站

日本貨物鐵道
- 東海道貨物線：橫濱羽澤站（日语：横浜羽沢駅）
- 東海道貨物支線：東高島站（日语：東高島駅）

京濱急行電鐵
- 本線：神奈川站 - 京急東神奈川站 - 神奈川新町站 - 子安站 - 京急新子安站

東急電鐵
- 東橫線：反町站 - 東白樂站 - 白樂站

橫濱市交通局（橫濱市營地下鐵）
- 藍線：片倉町站 - 三澤上町站 - 三澤下町站

相鐵本線、湘南新宿線、目黑線通過新設地下聯絡線與東海道貨物線進行直通運行的神奈川東部方面線。在2019年開始運行後，橫濱羽澤站成為旅客站，定名羽澤橫濱國大站。

### 公車
可搭乘橫濱市營巴士、相鐵巴士、神奈川中央交通、川崎鶴見臨港巴士與京濱急行巴士。

### 道路

#### 高速公路
- 第三京濱道路
  - - 羽澤入口
- 首都高速道路 橫羽線
  - - 東神奈川出入口 - 子安出入口 - 守屋町出口 -
- 首都高速道路 三澤線
  - - 三澤出入口 -
- 首都高速道路 橫濱北線
  - - 馬場出入口

#### 国道
- 国道1号（第二京濱）
- 国道15号（第一京濱）

#### 縣道
- 神奈川縣道2号東京丸子橫濱線（綱島街道）
- 神奈川縣道12号橫濱上麻生線
- 神奈川縣道13号橫濱生田線（新橫濱通）
- 神奈川縣道111号大田神奈川線

## 觀光景點

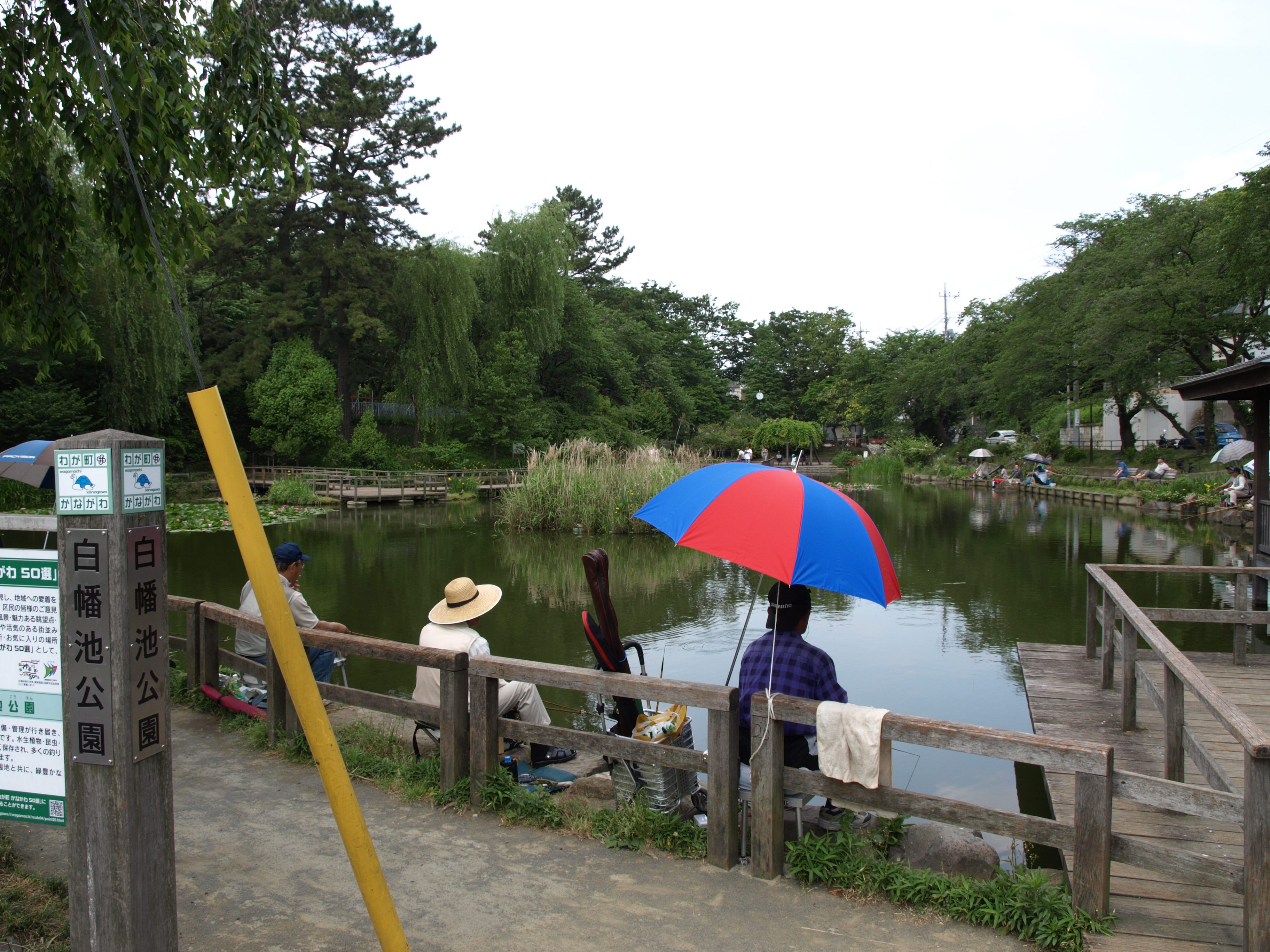
白幡池公園

- 東海道神奈川宿
- 水上巴士（橫濱站東口乘船場）
- 三澤公園
  - 三澤公園球技場
  - 三澤公園陸上競技場
- 橫濱Portside
  - Portside公園
- 神奈川公園
- 橫濱市中央批發市場本場
- 豐顯寺市民之森（賞櫻名所）
- 塩嘗地蔵
- 菅田熊野堂 富士淺間
- 神奈川台場公園

## 著名出身人物
- 大前研一（評論家）
- 出川哲朗（藝人）
- 阿部寛（演員）
- 平田耕治（小提琴家）
- 田中雅彥（羽球選手）
- 堤下敦（搞笑藝人）
- 西山毅（前HOUND DOG）
- 草笛光子（女演員）
- 富田惠子（女演員）
- 岸惠子（女演員）
- 山本琳達（歌手）
- 成瀨翔太（演員）
- 高橋かおり（女演員）
- 成海璃子（女演員）
- 山口鐵也（前職棒選手）
- 萩原康弘（前職棒選手）
- 田澤純一（棒球選手）
- 渡邊博幸（前職棒選手）

## 外部連結
- OpenStreetMap上有關神奈川區的地理
- （日語） 官方网站